# Panneau de configuration (Windows)
Pour l'article général, voir Panneau de configuration (logiciel).
Chronologie des versions
Paramètres (en)
Le panneau de configuration (à l'origine le panneau de contrôle pour control panel dans les versions anglaises de Windows) est une partie de l'interface graphique de Windows qui permet aux utilisateurs de visualiser et modifier les paramètres basiques du système d'exploitation, tel que l'ajout de périphérique, l'ajout et la suppression de logiciel, le contrôle des comptes Windows, le paramétrage de l'accessibilité, etc. C'est un utilitaire de configuration qui accepte l'ajout de composants logiciels tiers (non Microsoft).
Ce panneau de contrôle est un composant essentiel de Windows depuis la première version (la 1.0), de nombreux éléments y ont été ajoutés au fur et à mesure des nouvelles versions. À partir de Windows 95, le panneau de configuration est présenté comme un dossier spécial nommé « ControlPanelFolder », au sein de l'Explorateur Windows, contenant de nombreux raccourcis, tels que « Ajouter ou supprimer des programmes » ou « Options Internet ». Plus concrètement, il s'agit d'appliquettes dédiées au programme : control.exe.
Dans les versions récentes de Windows, le panneau de configuration peut être affiché en vue classique ou en vue par catégorie. Il est possible de passer d'une option à l'autre depuis le côté supérieur droit de la fenêtre.
Beaucoup d'appliquettes du panneau de configuration sont accessibles de manière individuelle. Par exemple, les propriétés d'affichage peuvent être consultées en cliquant avec le bouton droit de la souris sur une zone vide du bureau et en choisissant « Propriétés ».
Le Panneau de configuration peut être consulté rapidement en tapant : control dans la boîte de dialogue « Exécuter » (raccourci clavier : ⊞ Win + R).
Sous Windows 10, le Panneau de configuration est partiellement obsolète en faveur de l'application UWP nommée « Paramètres (en) », qui a été initialement introduit sur Windows 8 comme « Paramètres PC » pour fournir une zone de paramètres optimisée à l'écran tactile à l'aide de sa plateforme universelle d'applications Windows de style Métro. Certaines fonctions, en particulier la possibilité d'ajouter et de supprimer des comptes d'utilisateurs[réf. nécessaire], ont été déplacées exclusivement sur cette application depuis Windows 8 et ne peuvent être exécutées à partir du Panneau de configuration.

## Détails techniques
Chaque appliquette est stockée séparément dans un fichier exécutable au format CPL (Control Panel) portant l'extension : .cpl ou dans une bibliothèque logicielle au format DLL. Par exemple, le module « Ajouter ou supprimer des programmes » est enregistré dans le fichier appwiz.cpl qui se trouve dans le dossier spécial « System ».
Les emplacements de chaque appliquette sont stockés dans la base de registre sous les clés suivantes :
1. HKLM\SOFTWARE\Microsoft\Windows\Current Version\Control Panel\Cpls
Liste des emplacements au format CPL.
2. HKLM\SOFTWARE\Microsoft\Windows\Current Version\Explorer\ControlPanel\Namespace
Liste des emplacements de variables CLSID (Class Identifier) pour tous les panneaux non inclus en tant que fichiers CPL. Ce sont souvent des dossiers ou des appliquettes de l'interface principal du système Windows (Windows shell), bien que depuis Windows Vista les programmes sont directement autorisés à être enregistrés de la sorte. Le CLSID permet alors de définir des éléments tels que l'icône, l'info-boite, la catégorie et l'emplacement du fichier à utiliser.

Outre les différentes appliquettes dédiées et intégrées à l'interface graphique de Windows, le panneau de configuration est un logiciel utilitaire qui peut être utilisé en ligne de commande par l’intermédiaire de son programme principal « control.exe » avec la possibilité de lui indiquer des options et des paramètres.
Syntaxe :
```
control /[option] [paramètre]

```

Exemples :
```
control printers

```

Cette commande permet d'accéder à un élément interne du panneau de configuration hérité des systèmes antérieurs à Windows Vista, le programme « control.exe » doit être renseigné sans aucune option. L'exemple ci-dessus affiche la liste des périphériques d'impression et de télécopie.
```
control /name Microsoft.ColorManagement

```

Les éléments canoniques sont accessibles à partir de Windows Vista et les systèmes Windows ultérieurs en renseignant le commuteur avec l'option « /name » afin d'indiquer le nom de l’élément canonique en paramètre. La commande ci-dessus affiche le gestionnaire des couleurs.
Les appliquettes peuvent aussi être appelé par le schéma d'URI spécifique shell: en indiquant leurs identifiants CLSID respectifs.
```
shell:::{93412589-74D4-4E4E-AD0E-E0CB621440FD}

```

La commande ci-dessus affiche le gestionnaire des polices de caractère.

## Liste des éléments du panneau de configuration
On peut distinguer trois types d'appliquette : les appliquettes standards intégrés au système, les appliquettes distincts et les appliquettes tierces.

### Appliquettes standards
| Outils d'administration Intégré à Windows XP, Vista, 7, 8, 8.1 et 10 |
| --- |
| Contient des outils pour l'administration du système, y compris la sécurité, les performances et la configuration des services. Ce sont des liens vers diverses configurations de la console de gestion Microsoft telles que la liste des services locaux et l'Observateur d'événements. - Élément interne : admintools - Élément canonique : Microsoft.AdministrativeTools - Fichier : ActionCenterCPL.dll - CLSID : {BB64F8A7-BEE7-4E1A-AB8D-7D8273F7FDB6} |
| Couleur et apparence des fenêtres |
| Paramètres de l'apparence des fenêtres - Élément interne : color |
| Options des dossiers Intégré à Windows XP, Vista, 7, 8, 8.1 et 10 |
| Cet élément permet de configurer la manière dont sont présentés les dossiers et les fichiers au sein de l'Explorateur Windows. Plus précisément, il permet à l'utilisateur de spécifier des paramètres généraux comme l'ouverture des dossiers dans une nouvelle fenêtre ou dans la fenêtre existante, l'affichage du volet des tâches courantes, ainsi que des tâches plus avancées telles que le masquage des fichiers du système qui pourraient être critiques ou l'affichage de l'extension de nom de fichier. Il est également utilisé pour modifier les associations de types de fichiers dans Windows; C'est-à-dire, quel programme ouvre le type de fichier et d'autres paramètres comme les actions pour chaque type de fichier et l'extension de fichier. - Élément interne : folders - Élément canonique : Microsoft.FolderOptions - Fichiers : rundll32.exe shell32.dll, Options_RunDLL 0 - CLSID : {6DFD7C5C-2451-11d3-A299-00C04F8EF6AF} |
| Polices Intégré à Windows XP, Vista, 7, 8, 8.1 et 10 |
| Affiche toutes les polices installées sur l'ordinateur. Les utilisateurs peuvent supprimer des polices, installer de nouvelles polices ou rechercher des polices en utilisant les caractéristiques de la police. - Élément interne : fonts - Élément canonique : Microsoft.Fonts - Fichier : FontExt.dll - CLSID : {93412589-74D4-4E4E-AD0E-E0CB621440FD} |
| Région (anciennement « Région et langue ») Intégré à Windows XP, Vista, 7, 8, 8.1 et 10 |
| Permet la modification de divers paramètres régionaux comme : La façon dont les nombres sont affichés (par exemple le type de séparateur décimal); Comment afficher les valeurs de la devise (symbole monétaire compris); Les formes de notations pour la date et l'heure (séparateur de date et affichage en 12 ou 24 heures); L'emplacement culturel de l'ordinateur et de l'utilisateur (fuseau horaire, langue d'affichage, langue d'entrée, disposition du clavier, pages de code installés, support des langues asiatiques, etc.). - Élément interne : international - Élément canonique : Microsoft.RegionAndLanguage - Fichier : intl.cpl - CLSID : {62D8ED13-C9D0-4CE8-A914-47DD628FB1B0} |
| Langue Intégré à Windows 8, 8.1 et 10 |
| Permet de créer, supprimer et modifier des profils de langue. - Élément canonique : Microsoft.Language - Fichier : UserLanguagesCpl.dll - CLSID : {BF782CC9-5A52-4A17-806C-2A894FFEEAC5} |
| Propriétés du clavier Intégré à Vista, 7, 8, 8.1 et 10 |
| Ouvre les propriétés du clavier - Élément interne : keyboard - Élément canonique : Microsoft.Keyboard - CLSID : {725BE8F7-668E-4C7B-8F90-46BDB0936430} |
| Propriétés de la souris Intégré à Vista, 7, 8, 8.1 et 10 |
| Ce panneau permet la configuration des options du dispositif de pointage, telles que le double-clic et la vitesse de défilement, et comprend des options de visibilité telles que l'utilisation d'itinéraires de pointeurs (en) et le fait que le pointeur disparaisse lors de la saisie. Cela permet également à l'utilisateur de spécifier l'apparence du pointeur pour chaque tâche, comme le redimensionnement et l'occupation. - Élément interne : mouse - Élément canonique : Microsoft.Mouse - Fichier : main.cpl - CLSID : {6C8EEC18-8D75-41B2-A177-8831D59D2D50} |
| Périphériques et imprimantes |
| Affiche les imprimantes et les télécopieurs disponibles - Élément interne : printers - Élément canonique : Microsoft.DevicesAndPrinters - Fichier : DeviceCenter.dll - CLSID: {A8A91A66-3A7D-4424-8D24-04E180695C7A} |
| Scanneurs et appareils photo |
| Permet d'ajouter un périphérique acquisition d'image. - Élément canonique : Microsoft.ScannersAndCameras - Fichier : sticpl.cpl |
| Comptes utilisateurs |
| L’assistant d'édition des comptes utilisateurs offre la possibilité de créer de nouveaux comptes Windows. - Élément interne : userpasswords - Élément canonique : Microsoft.UserAccounts - Fichier : RunDll32.exe shell32.dll,Control_RunDLL nusrmgr.cpl et usercpl.dll - CLSID : {60632754-c523-4b62-b45c-4172da012619} |
| Comptes utilisateurs (configuration avancé) |
| Le panneau de configuration avancé des comptes utilisateurs permet de gérer les comptes Windows au niveau du réseau. - Élément interne : userpasswords2 - Fichier : netplwiz.exe (network places wizard pour l'assistant des postes réseaux en anglais) |
| Options d'ergonomie (anciennement « Options d'accessibilité ») Intégré à Windows XP, Vista, 7, 8, 8.1 et 10 |
| Permet aux utilisateurs de configurer l'accessibilité de leur PC. Il comprend différents paramètres destinés principalement aux utilisateurs atteints par un handicap ou un problème matériel. On peut modifier le comportement de différents périphériques, notamment : celui du clavier afin de facilité son utilisation aux personnes qui ont des difficultés à appuyer sur les combinaisons de touches, ou en appuyant une fois sur une touche (Touche rémanente, Touche de filtrage (en) et ToggleKeys) ; du son (SoundSentry et ShowSounds) ; de l'affichage, en renforçant le contraste ; du curseur ; du pointeur, en remplaçant la souris par le clavier. - Élément canonique : Microsoft.EaseOfAccessCenter - Fichier : access.cpl (Windows NT et XP) - CLSID : {D555645E-D4F8-4c29-A827-D93C859C4F2A} |
| Programmes et fonctionnalités |
| Paramétrages des programmes - Élément canonique : Microsoft.ProgramsAndFeatures - Fichier : appwiz.cpl - CLSID : {7b81be6a-ce2b-4676-a29e-eb907a5126c5} |
| Affichage |
| Paramètres d'affichage - Fichier : desk.cpl |
| Pare-feu Windows |
| Ce panneau permet de gérer le pare-feu Windows. - Élément canonique : Microsoft.WindowsFirewall - Fichiers : firewall.cpl et FirewallControlPanel.dll |
| Gestionnaire de périphériques |
| Ajouts des cartes contrôleurs et périphériques d'entrées sorties - Fichier : hdwwiz.cpl |
| Contrôleurs de jeux |
| Gestionnaire des contrôleurs de jeux - Fichier : joy.cpl |
| Son |
| Gestionnaire de son - Élément canonique : Microsoft.Sound - Fichier : mmsys.cpl - CLSID : {F2DDFC82-8F12-4CDD-B7DC-D4FE1425AA4D} |
| Connexions réseau |
| Affiche et permet à l'utilisateur d'éditer ou de créer des connexions réseaux telles que les réseaux locaux (LAN) et les connexions Internet. Il offre également des fonctions de dépannage au cas où l'ordinateur doit être reconnecté au réseau. - Élément interne : netconnections - Fichier : ncpa.cpl |
| Propriétés système |
| Propriétés du système - Fichier : sysdm.cpl (pour system device manager : le gestionnaire de périphérique système) |
| Options d’alimentation |
| Options d’alimentation - Fichier : powercfg.cpl |
| Sécurité et maintenance |
| Le panneau « Sécurité et maintenance » a été ajouté avec le Service Pack 2 de Windows XP. Il permet à l'utilisateur d'accéder aux composants de sécurité intégrés à Windows, ainsi que de fournir des informations sur tout logiciel antivirus existant comme McAfee ou Zone Alarm. Il comprend l'accès à la mise à jour de Windows, où les utilisateurs peuvent spécifier si l'ordinateur doit vérifier régulièrement les mises à jour (également disponible via le panneau Mise à jour Windows) et les options pour gérer les paramètres de sécurité Internet. Il inclut également des liens vers des articles sur la sécurité des PC et les menaces de virus actuelles et notifie l'utilisateur lorsque la sécurité du PC est compromise. - Élément canonique : Microsoft.ActionCenter - Fichier : wscui.cpl (pour Windows SeCUrity Center Items)                                                                                                   |
| Voisinage immédiat (disponible uniquement sous Windows Vista et 7) |
| Le voisinage immédiat est une fonctionnalité ajouté avec Windows Vista qui permet d'indiquer sa présence aux autres utilisateurs d'un même sous-réseau. - Fichier : collab.cpl |